# هاینتس ارهارت
هاینتس ارهارت (آلمانی: Heinz Erhardt; ۲۰ فوریهٔ ۱۹۰۹ – ۵ ژوئن ۱۹۷۹) کمدین،  هنرپیشه و شاعر اهل آلمان بود. وی بین سال‌های ۱۹۲۸ تا ۱۹۷۱ میلادی فعالیت می‌کرد.